# Johannsenomyia sejuncta
Johannsenomyia sejuncta är en tvåvingeart som först beskrevs av Jean-Jacques Kieffer 1916.  Johannsenomyia sejuncta ingår i släktet Johannsenomyia och familjen svidknott.
Artens utbredningsområde är Taiwan. Inga underarter finns listade i Catalogue of Life.